# Plaza de la Libertad (Tiflis)
La plaza de la Libertad (en georgiano: თავისუფლების მოედანი Tavisuplebis moedani) antes conocida como Eriván (o Erivánskaya ) o plaza Paskévich-Erivanski  en el Imperio ruso y la Plaza de Lenin bajo la Unión Soviética, se encuentra en el centro de la ciudad de Tiflis la capital de Georgia, en el extremo oriental de la avenida Rustaveli.
La plaza fue nombrada originalmente en honor de Iván Paskévich, conde de Eriván, un ucraniano, general del Ejército Imperial Ruso, que obtuvo su título en honor de su conquista de Eriván (actual Ereván) para el Imperio Ruso. En la Unión Soviética, la plaza fue renombrada, primero "plaza Beria", y "plaza Lenin" hasta 1991. El espacio fue llamado por primera vez plaza de la Libertad en 1918, durante la fundación de la Primera República de Georgia tras el colapso de Imperio ruso.
La plaza de la Libertad también ha sido el escenario de varias manifestaciones masivas como las de la independencia de Georgia (de la Unión Soviética ), la Revolución de las Rosas  y otras. 